# Thaumastopeus timoriensis
Thaumastopeus timoriensis är en skalbaggsart som beskrevs av Wallace 1867. Thaumastopeus timoriensis ingår i släktet Thaumastopeus och familjen Cetoniidae. Utöver nominatformen finns också underarten T. t. moluccanus.